# Thé d'ombre
Le thé d'ombre (ou thé de pénombre, thé ombragé, ou Kabusecha au Japon) est un thé dont les feuilles sont couvertes 10 à 20 jours avant leur récolte. 

## Histoire et récolte
Le thé d'ombre est une technique développée au Japon à la fin de l'ère Edo, dans les années 1860. Trois semaines environ avant la récolte de mai, les jardins sont mis à l'ombre. À l'époque, on utilise de la paille de riz, et aujourd'hui, des filets noirs. 

## Caractéristiques
Les feuilles couvertes produisent plus de chlorophylle et d'acides aminés (en particulier la théanine), et leur couleur est d'un vert très intense pour cette raison. Les thés qui contiennent plus de théanine sont plus sucrés, et considérés comme de meilleure qualité dans la plupart des cas.